# Christian Kauter
Christian Traugott Kauter (ur. 6 maja 1947 w Bernie) – szwajcarski szpadzista, dwukrotny medalista olimpijski i trzykrotny medalista mistrzostw świata.
Na igrzyskach olimpijskich w Meksyku w 1968 roku drużynowo odpadł w pierwszej rundzie, a w turnieju indywidualnym nie wystartował. Na rozgrywanych cztery lata później igrzyskach olimpijskich w Monachium reprezentacja Szwajcarii w składzie: Guy Evéquoz, Peter Lötscher, Daniel Giger, Christian Kauter i François Suchanecki zdobyła srebrny medal w turnieju drużynowym. W zawodach indywidualnych odpadł w półfinałach. Brał też udział w igrzyskach olimpijskich w Montrealu w 1976 roku, gdzie wspólnie z Danielem Gigerem, Michelem Poffetem, François Suchaneckim i Jean-Blaise Evéquozem wywalczył drużynowo brązowy medal. W zawodach indywidualnych zajął tym razem trzynaste miejsce.
Podczas mistrzostw świata w Ankarze w 1970 roku Szwajcarzy w składzie: Daniel Giger, Christian Kauter, Peter Lötscher, Alexandre Bretholz i Christian Stricker zdobyli brązowy medal w zawodach drużynowych. W tej samej konkurencji Kauter zdobywał następnie srebrny medal na mistrzostwach świata w Buenos Aires (1977) oraz brązowy na mistrzostwach świata w Melbourne (1979).
Podczas ceremonii otwarcia IO 1976 był chorążym reprezentacji Szwajcarii.
Szermierzami i olimpijczykami byli jego synowie: Michael Kauter i Fabian Kauter.